# Wenigmünchen
Wenigmünchen ist ein Kirchdorf und ein Gemeindeteil von Egenhofen im oberbayerischen Landkreis Fürstenfeldbruck.

## Geografie
Der Ort liegt circa zweieinhalb Kilometer östlich von Egenhofen an der Kreisstraße FFB 2.

## Geschichte
Am 1. Mai 1978 wurde die ehemals selbstständige Gemeinde Wenigmünchen mit den Ortsteilen Dürabuch und Fuchsberg nach Egenhofen eingegliedert.

## Sehenswürdigkeiten

### Baudenkmäler
- katholische Pfarrkirche St. Michael
- Kalvarienberggruppe, erbaut 1740

### Bodendenkmäler
- Burgstall Wenigmünchen